# Encarsia bennetti
Encarsia bennetti är en stekelart som beskrevs av Hayat 1984. Encarsia bennetti ingår i släktet Encarsia och familjen växtlussteklar.
Artens utbredningsområde är Pakistan. Inga underarter finns listade i Catalogue of Life.